# Push Back
«Push Back» es una canción grabada por el artista estadounidense Ne-Yo, la cantante y compositora estadounidense Bebe Rexha y la cantante y rapera británica Stefflon Don. La canción está incluida en el séptimo álbum de estudio de Ne-Yo, Good Man lanzado el 8 de junio de 2018.

## Antecedentes y lanzamiento
Después de regresar con los sencillos Another Love Song y Good Man, el cantautor y productor Ne-Yo lanza una nueva canción con un sonido tropical. «Push Back» es una canción de dancehall reggae interpretada en clave de Re menor en tiempo de ciento siete latidos por minuto.
Ne-Yo habló de la canción, comentando: "Amo a una mujer que sabe cómo moverse. Amo a una mujer que tiene su propio yo, su propio corazón y mente. Se siente cómoda con su cuerpo. Y cuando suena su canción, ella se levantará y se moverá. Ella mostrará lo segura y cómoda que está. «Push Back» se trata sobre esas mujeres.
Se lanzó el 17 de abril de 2018 a través de Motown. Fue escrita por Shaffer Smith, Mikkel Eriksen, Tor Hermansen, Bebe Rexha y Stephanie Allen, mientras que la producción estuvo bajo Stargate.

## Video musical
El video musical de «Push Back» se lanzó el 10 de abril de 2018, bajo la dirección de James Larese.

## Lista de ediciones
Descarga digital

| N.º | Título                                                     | Duración |  |
| 1.  | «Push Black» (con Bebe Rexha, Stefflon Don - Radio single) | 3:41     |  |

## Presentaciones en vivo
Ne-Yo interpretó la canción en el escenario de Good Morning America,  Elvis Duran Show y Jimmy Kimmel Live!.

## Historial de lanzamiento
| País           | Fecha               | Formato                      | Discográfica          | Ref    |
| -------------- | ------------------- | ---------------------------- | --------------------- | ------ |
| Varios         | 30 de marzo de 2018 | Descarga digital y Streaming | Motown                | [ 15 ] |
| Estados Unidos | 17 de abril de 2018 | Radio Hot adult contemporary | Motown                | [ 17 ] |
| Italia         | 25 de mayo de 2018  | Radio Hot adult contemporary | Universal Music Group | [ 18 ] |